# Lea Michele
Lea Michele Sarfati (Nova Iorque, 29 de agosto de 1986) é uma atriz, cantora, compositora e escritora norte-americana, conhecida por sua interpretação como a estudante Rachel Berry na série de TV Glee (2009-15) e Hester Ulrich/Chanel #6 na série de TV Scream Queens.  Lea recebeu aclamação da crítica por sua atuação como Rachel, recebendo duas nomeações ao Globo de Ouro de melhor atriz em série de comédia ou musical em 2010 e 2011 e uma nomeação ao Emmy do Primetime de melhor atriz numa série de comédia em 2010. Ela também recebeu um Satellite Awards e o Screen Actors Guild Award, recebeu dois People's Choice Awards na categoria de atriz de comédia favorita e possuem quatro  Teen Choice Awards na categoria de atriz de televisão comédia favorita.
Lea começou a trabalhar profissionalmente como atriz infantil na Broadway em produções como Os Miseráveis, Ragtime e Fiddler on the Roof. Em 2006, ela atuou no papel principal de Wendla Bergmann no musical da Broadway Spring Awakening, pelo qual recebeu uma nomeação ao Drama Desk Award. Michele fez sua estreia no cinema em 2011, quando ela estrelou a comédia romântica New Year's Eve, dirigido por Garry Marshall. Em 2014, ela dublou Dorothy Gale no filme de animação Legends of Oz: Dorothy's Return.
Michele assinou contrato com a Columbia Records como um artista solo em 2012. Seu primeiro single, "Cannonball", foi lançado em 10 de dezembro de 2013. Seu álbum de estreia, Louder, foi lançado em 4 de março de 2014. Em 2013, Michele lançou seu primeiro livro, intitulado Brunette Ambition. Ele foi lançado mundialmente em 20 de maio de 2014 e fez sua estreia na lista do New York Times Best Seller list no número 3.
Em fevereiro de 2017, Lea foi confirmada em The Mayor nova série de comédia da rede de TV ABC. A estreia da série aconteceu em outubro do mesmo ano.

## Biografia
Lea Michele Sarfati nasceu na cidade americana de Nova Iorque e foi criada em Nova Iorque e em Tenafly, uma cidade do estado de Nova Jersey. Filha única de Edith Sarfati, uma enfermeira, e Jonas Marc Sarfati, dono de uma mercearia.Lea é descendente de judeus gregos,turcos,espanhóis e italianos. Estudou até completar o ensino médio e depois abriu mão da vaga na Tisch School of the Arts, da Universidade de Nova York, para apostar na carreira. Passou também uma parte de seu período escolar estudando em Toronto, no Canadá, durante o período em que esteve no musical "Ragtime", e recebia aulas em casa.[carece de fontes?]

### Vida profissional
Lea passou sua infância e adolescência participando de musicais da Broadway, começando nos anos noventa, quando tinha 8 anos, como parte do elenco original do musical Les Misérables, no qual interpretou a personagem Cosette, quando ainda na infância. Lea ainda apareceu em inúmeros outros musicais como "Ragtime" e "Fiddler on the Roof" e conquistou o papel principal de Wendla Bergman, personagem que intepretou durante dois anos, no musical vencedor do Tony Awards de 2007, Spring Awakening, pelo qual ela foi nomeada ao prêmio Drama Desk Award de Melhor Atriz em um Musical.  Ela também interpretou o papel da judia Anne Frank, numa produção teatral regional sobre "O Diário de Anne Frank".
Antes de entrar em Glee, Lea ainda teve o papel de "Eponine" no star-studded produção de "Les Miserables" no Hollywood Bowl. Além disso, realizou concertos a solo para platéias lotadas no Feinstein no Loews Regency, em Nova Iorque, e no Cabaret Upright, em Los Angeles.

#### Na televisão

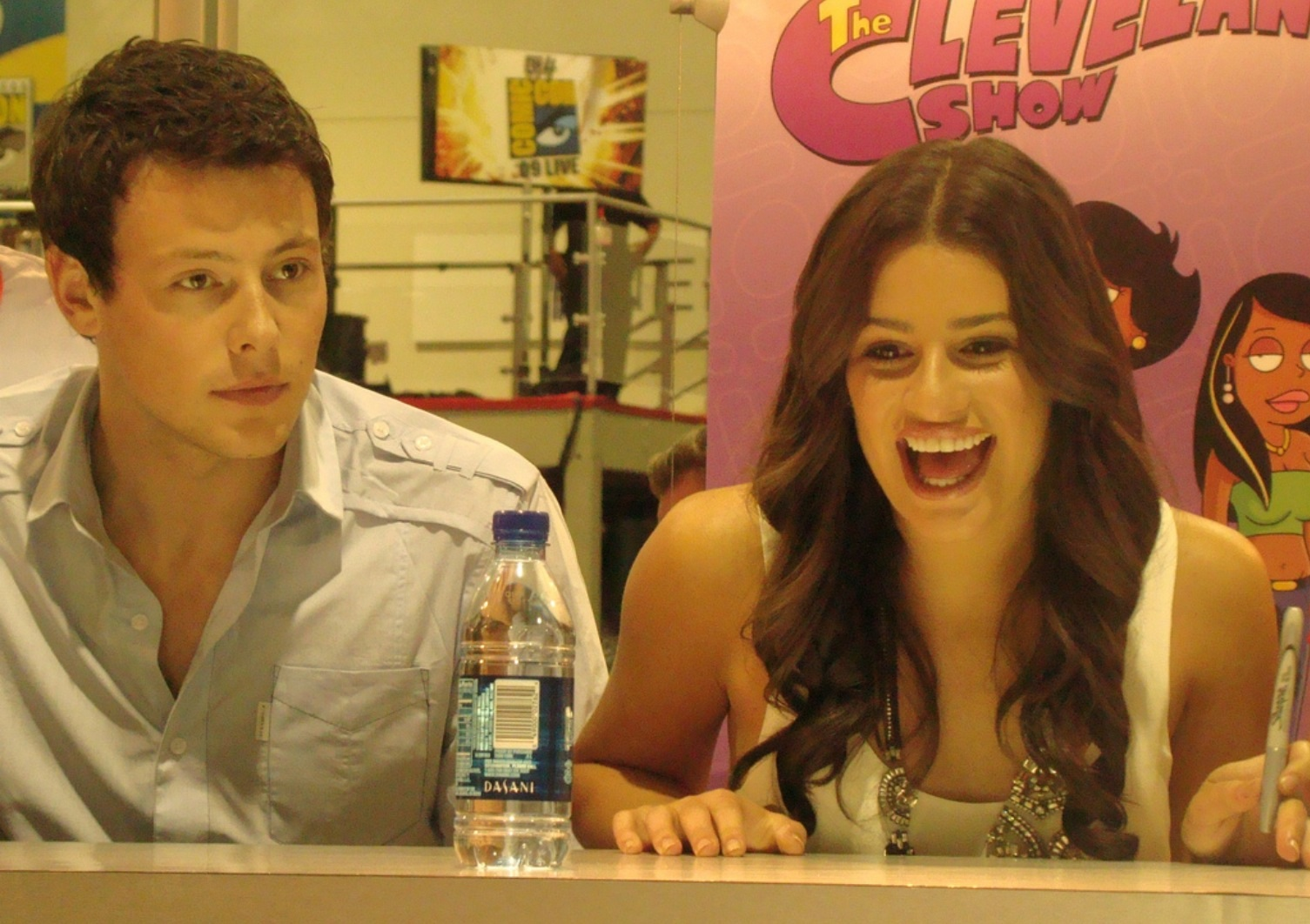
Michele e Cory Monteith em San Diego Comic-Con International, julho 25 de março de 2009.

Após sair de Spring Awakening, Lea Michele deixou Nova York e foi tentar a sorte em Los Angeles. Mas não foi fácil para ela entrar no seleto grupo de Hollywood. Fez alguns testes para programas de TV, inclusive os musicais da Disney, mas foi rejeitada em todos, porque, segundo Lea, diziam que a aparência dela "era muito étnica" e ela "não era bonita o suficiente" para a TV.
Em 2008, porém, Sarfati recebeu a chance de tentar entrar em uma nova série musical, chamada Glee, que seria produzida pela emissora Fox, como a personagem principal Rachel Berry, porque Ryan Murphy (o diretor da serie) havia visto ela em Spring Awakening e a convidado para fazer o teste. Lea, então, conseguiu o papel de Rachel, uma jovem muito talentosa, porém com problemas de popularidade, devido a sua personalidade forte e determinada a ser, custe o que custar, uma grande estrela da Broadway, que se candidata a participar do clube do coral de sua escola, interpretando versões de músicas de artistas famosos, como Lady Gaga, Queen, Madonna, Britney Spears, Beyoncé, Barbra Streisand, Celine Dion e Liza Minelli, dentre tantos outros. Glee teve sua estreia em 2009 e ganhou fãs do mundo inteiro, sendo hoje a série de maior sucesso nos EUA. Seus seguidores são tão fiéis que receberam até um nome como identificação, são os "Gleeks".
Foi interpretando a candidata Rachel Berry, que Lea conheceu a fama mundial, além de receber diversas indicações para alguns dos principais eventos que premiam atores, atrizes e séries, como o Globo de Ouro, o Emmy Awards e o SAG Awards, e também de músicas como o Grammy Awards. Esses eventos fizeram Lea Michele se destacar não apenas por sua atuação, e por sua voz, mas também no mundo da moda. Os vestidos usados no tapete vermelho renderam a Lea a entrada na lista das famosas mais bem vestidas de 2010.
Ainda na televisão, antes de entrar em Glee, Lea fez participação em Third Watch e Guiding Light.
Em janeiro de 2015, foi escalada como uma das protagonistas da série Scream Queens. A comédia/terror, foi criada pelos mesmos criadores de Glee e American Horror Story. Michele terá como companheiros de elenco, grandes nome da TV e do Cinema, como: Jamie Lee Curtis, Emma Roberts, Keke Palmer, Nick Jonas, Ariana Grande, Abigail Breslin, Oliver Hudson, Billie Lourd, Skyler Samuels, Lucien Laviscount, Diego Boneta, Glen Powell, Nasim Pedrad, Julian Morris, Niecy Nash e Breezy Eslin. A série começou a ser gravada em março de 2015 e estreou na FOX Americana em 22 de setembro do mesmo ano. No Brasil, a estreia aconteceu no mesmo dia pela FOX Brasil.
Em junho de 2016, Lea gravou sua participação na série Dimension 404, do Hulu. A série é uma ficção científica antológica, que tem seu enredo baseado no famoso código da internet, erro 404. A primeira temporada conta com 6 episódios, cada uma com uma história diferente e Michele, será a protagonista de um desses episódios com duração de uma hora, junto ao seu ex-namorado e também ator, Robert Buckley. A série estreou no início de 2017 e Lea Michele protagonizou o primeiro episódio.
Em fevereiro de 2017, com a não-renovação de Scream Queens, Lea Michele deixou o canal FOX e a parceria com Ryan Murphy, para entrar em um novo projeto da rede ABC. The Mayor, é uma séries de comédia no formato sitcom, que conta a história de um jovem rapper que se candidata a prefeito da cidade, em busca de promover sua música não popular. Quando o rapaz vence as eleições, mostra que é capaz de revolucionar a política em sua cidade e conta com alguns amigos para essa tarefa. Fazem parte do elenco além de Michele, Yvette Nicole Brown e Brandon Michael Hall.

#### No cinema
Lea fez sua estreia no cinema na continuação do filme Idas e Vindas do Amor, chamado New Year's Eve (no Brasil, Noite de Ano Novo), que estreou nos cinemas no final de 2011. Lea também emprestou sua voz para a animação Legends of Oz: Dorothy's Return, na qual tem o papel da protagonista Dorothy Gale. O filme estreou em 2014.
Em 2015, depois de seis temporadas a série Glee se despediu do público.

Há boatos que Lea, vai interpretar Elphaba na adaptação cinematográfica do musical da Broadway Wicked, junto com Dove Cameron.

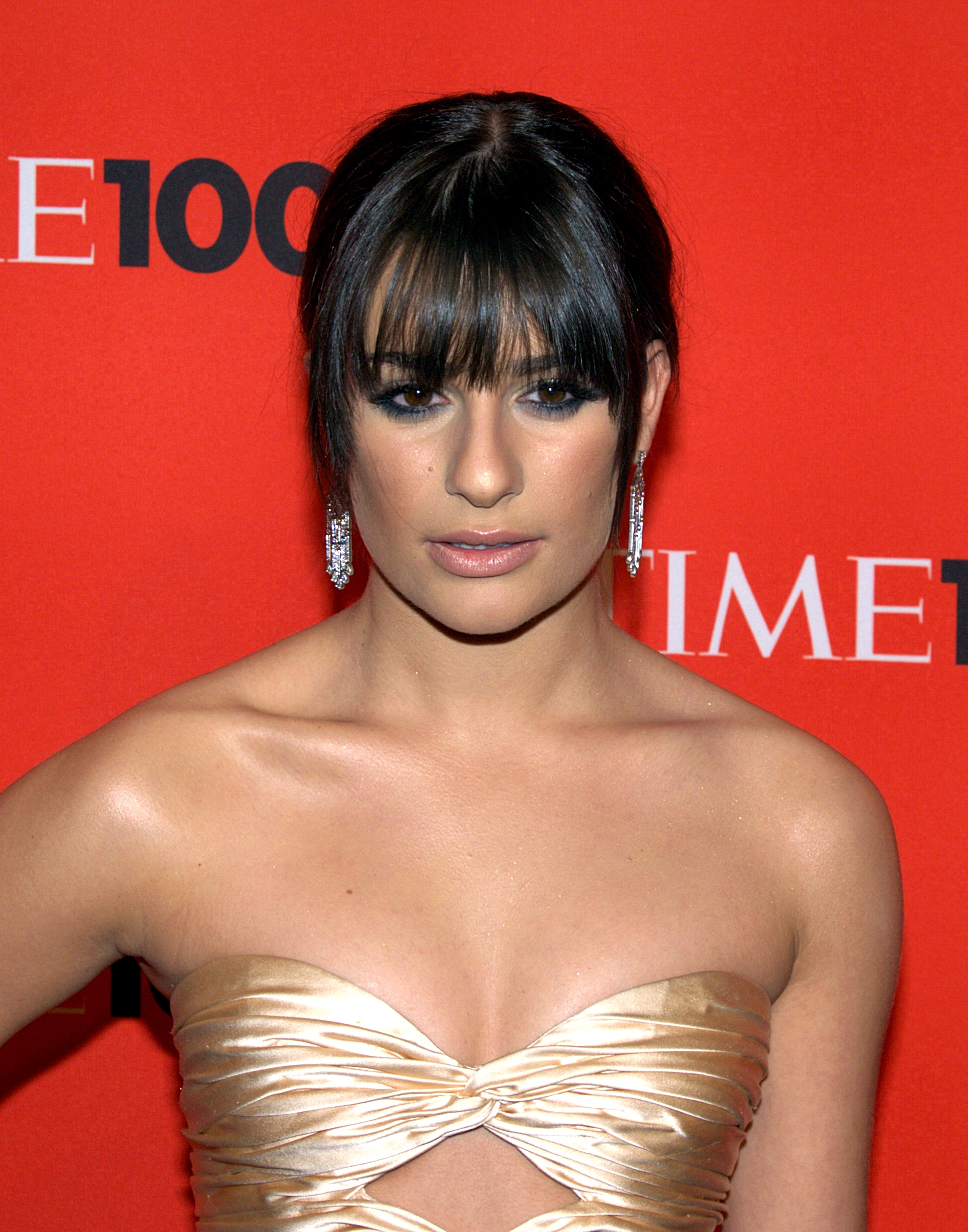
em 2010

#### Na música
Lea lançou o seu primeiro CD solo, "Louder", tendo como faixas "Cannonball", "Louder", "Battlefield", "What is Love?", "On My Way", "Empty Handed", "Burn With You", "Thousand Needles", "Cue the Rain", "Don't Let Go" "If You Say So" e "You're Mine". "If You Say So" e "You're Mine" são as músicas que foram dedicadas ao Cory, seu namorado falecido em 13 de julho de 2013, vítima de uma combinação letal de álcool e heroína. A versão Deluxe do álbum ainda conta com duas faixas extras intituladas "The Bells" e "Gone Tonight". O álbum também teve uma versão lançada somente no Japão, onde foi acrescentada a música "To Find You".
O segundo álbum de Michele, intitulado "Places", foi lançado no dia 28 de abril de 2017, contando com o single carro-chefe "Love Is Alive" que contém mais de 1 milhão de visualizações no YouTube e "Anything's Possible".

### 
Lea Michele se apresentou duas vezes durante o Tony Awards, uma vez com o elenco de "Spring Awakening", em 2007, e outra vez em 2010, quando cantou sozinha a música "Don't Rain On My Parade", de Barbra Streisand, após o sucesso que a mesma teve dentro da série Glee, cantada pela própria personagem de Lea, Rachel Berry. Na final do Superbowl de 2011, Lea foi uma das atrações do pré show, e cantou a música "America the Beautiful", no qual também participaram Christina Aguilera e, posteriormente, durante o intervalo, o grupo Black Eyed Peas.
O sucesso não parou por aí, ela também foi escolhida pela revista americana Times Magazine como uma das "100 pessoas mais influentes do mundo" no ano de 2010. Pelo famoso site E! Online, ela ficou em 7.º lugar dentre as celebridades do ano. Além disso, a Billboard, que é uma revista conhecida como a "bíblia da música", criou um prêmio especialmente para Lea, o "Triple Threat Award", o qual reconhece as múltiplas habilidades de um artista (ou seja a atuação, o canto e a dança), sendo ela, portanto, a primeira pessoa a receber esse prêmio, durante o evento Womem In Music.
Também é conhecida por suas campanhas em favor dos animais. Ela é convictamente adepta do veganismo e, ao lado do PETA, um orgão de defesa dos animais, lançou, em 2011, uma campanha pelo fim do uso das carruagens puxadas por cavalos em Nova York, sua cidade natal. Segundo a campanha, o trânsito é um lugar perigoso para os cavalos, os quais ficam expostos à poluição, frio, calor, etc., sem obter muito tempo para descanso.
Por esse e outros trabalhos com o PETA, recebeu diversas homenagens, como no Variety’s Power of Women Luncheon. Foi escolhida, pela revista Glamour, uma das mulheres do ano de 2011. Foi uma das pessoas a prestar homenagens a Barbra Streisand, como parte das festividades do Grammy de 2011. Para completar, mais da metade das músicas do Top 100 de músicas mais vendidas do Glee, pelo iTunes, tem Michele como solista ou voz principal.
Também em 2012, conseguiu alguns contratos publicitários de destaque. Tornou-se a nova garota propaganda da famosa marca de comésticos L'Oréal Paris, assim como também a imagem da marca de roupas e acessórios Candie's.
Em 13 de julho de 2013, Vancouver, Canadá, Cory Monteith colega de elenco e namorado de Michele, foi encontrado morto no quarto de hotel em que estava hospedado. A atriz ficou devastada e permaneceu isolada por semanas. Porém, no dia 11 de agosto, fez sua primeira aparição pública no palco do Teen Choice Awards 2013, no qual recebeu o prêmio de Melhor atriz de série de comédia. Fez um discurso emocionado e dedicou seu prêmio para Cory: "Eu prometo que, com o amor de vocês, nós vamos passar por isso juntos", disse ela à plateia. "Ele era muito especial para mim e também para o mundo, e nós tivemos muita sorte de testemunhar o seu talento incrível, seu sorriso bonito e seu lindo, lindo coração. Então, se você o conhecia pessoalmente, ou apenas como o Finn Hudson (seu personagem), Cory se tornou uma parte de todos os nossos corações, e é aí que ele vai ficar para sempre".
Michele é casada com Zandy Reich desde 2019.
Em agosto de 2020 nasce o primeiro filho do casal Ever Leo.

#### Livros
Em 2014, lançou seu livro "Brunette Ambition" no dia 13 de maio. O livro ficou nos primeiros lugares no iTunes e estreou em terceiro lugar na lista de Best Sellers do New York Times. Nele, conta sobre o gerenciamento de sua vida e carreira e, dá inúmeras dicas de beleza e saúde.
No início de 2015, a atriz anunciou que está escrevendo seu segundo livro "YOU FIRST: Journal Your Way To Your Best Life" e que seu lançamento acontecerá em novembro do mesmo ano.

## Discografia

### Álbuns de estúdio
- 2014: Louder
- 2017: Places
- 2019: Christmas in the City
- 2021: Forever (Lullaby album)

### Singles
- 2013: "Cannonball"
- 2014: "On My Way"
- 2017: "Love Is Alive"
- 2019: "It's the Most Wonderful Time of the Year"

### Singlespromocionais
- 2013: "Battlefield"
- 2014: "Louder"
- 2014: "What Is Love?"
- 2014: "You're Mine"
- 2017: "Anything's Possible"[12]
- 2017: "Run to You"
- 2017: "Getaway Car"

## Turnês
- Glee Live! In Concert! (2010–2011)
- An Intimate Evening with Lea Michele (2017)
- LM/DC Tour (com Darren Criss) (2018)
- Christmas in NYC Live Concert (2019)
- Lea Michele Live (2025)

## Filmografia

### Cinema
| Ano  | Título                           | Papel        | Notas    |
| ---- | -------------------------------- | ------------ | -------- |
| 1998 | Buster & Chauncey's Silent Night | Christina    |          |
| 2011 | Glee: The 3D Concert Movie       | Rachel Berry | Concerto |
| 2011 | New Year's Eve                   | Elise        |          |
| 2014 | Legends of Oz: Dorothy's Return  | Dorothy Gale |          |

### Televisão
| Ano       | Título                    | Papel             | Notas                                                |
| --------- | ------------------------- | ----------------- | ---------------------------------------------------- |
| 2000      | Third Watch               | Sammi             | Episódio: "Spring Forward, Fall Back"                |
| 2009-2015 | Glee                      | Rachel Berry      | 121 episódios                                        |
| 2010      | The Simpsons              | Ela mesma         | Episódio: "Elementary School Musical"                |
| 2011      | The Cleveland Show        | Rachel Berry      | Episódio: "How Do You Solve a Problem Like Roberta?" |
| 2014      | Sons of Anarchy           | Gertie            | Episódio: "Smoke 'Em If You Got 'Em"                 |
| 2015-2016 | Scream Queens             | Hester Ulrich     | 23 episódios                                         |
| 2017      | Dimension 404             | Amanda            | Episódio: "Matchmaker"                               |
| 2017-2018 | The Mayor                 | Valentina Barella | 13 episódios                                         |
| 2019      | Same Time, Next Christmas | Olivia Anderson   | Filme de TV                                          |

## Palco

### Broadway
- 1995–1996: Les Misérables como Young Cosette
- 1998–1999: Ragtime como the Little Girl
- 2004–2005: Fiddler on the Roof como Shprintze and Chava
- 2006–2008: Spring Awakening como Wendla Bergmann
- 2022 - presente: Funny Girl como Fanny Brice

### Leituras eworkshops
- Burt Bacharach and Steven Sater collaboration (Novembro de 2009)
- Nero como Octavia (Julho de 2008)
- Samson and Delilah como Delilah
- King como Anisette
- Wuthering Heights como Lucy
- Hot and Sweet como Naleen (Setembro de 2006)
- Spring Awakening como Wendla – Roundabout Theatre Company (2000 e junho de 2001)
- Wicked como Elphaba  (Julho de 2014)

### Concertos e eventos
- Broadway Eastern Bonnet 2004 performance beneficente como Sphrintze (com elenco de Avenue Q e Fiddler on the Roof)
- Spring Awakening como Wendla – Lincoln Center (Fevereiro de 2005)
- Unsung 2007: 'Tis The Season To Be Naughty – Lucille Lortel Theater, Nova York (Dezembro de 2007)
- Alive in the World, concerto beneficente – como Phoebe (Janeiro de 2008)
- Broadway Eastern Bonnet 2008 performance beneficente como Wendla (com elenco de Spring Awakening)
- Feinstein's (Fevereiro, Abril e Junho de 2008)
- Flopz n' Cutz Concert with Landon Beard – Joe's Pub (Abril de 2008)
- Les Misérables Concerto como Éponine no Hollywood Bowl (Agosto de 2008)
- Upright Cabaret (Agosto de 2008)
- Broadway Chance Style: Up Close & Personal (Setembro de 2008)
- Spring Awakening Concerto beneficente de feriado – Joe's Pub (Dezembro de 2008)
- Human Rights Campaign - Jantar – como performer (Novembro de 2009)
- True Colors Benefit with Jonathan Groff (Novembro 2009)
- Glee Live! In Concert! como Rachel Berry; Phoenix, Los Angeles, Chicago, Nova York (Maio de 2010)
- Glee TV Academy Event no Music Box Theater, Los Angeles (27 julho de 2010)
- Rocky Horror Picture Show 35º Aniversário à beneficente The Painted Turtle, como Janet Weiss, Los Angeles (Outubro de 2010)
- Super Bowl XLV – como performer ("America the Beautiful") Dallas, Texas (Fevereiro de 2011)
- MusiCares Tributo de honra de Pessoa do ano Barbra Streisand – como performer, Los Angeles (Fevereiro de 2011)
- Glee Live! In Concert! como Rachel Berry; 22 cidades, 40 shows, 4 países: USA, Canadá, Inglaterra, Irlanda (Maio–Julho de 2011)
- The Jonsson Cancer Center Foundation (JCCF) na UCLA, 17ª assinatura anual Fundraiser, Taste for a Cure. (Abril de 2012)
- Big Brothers Big Sisters Of Greater Los Angeles 2012 Rising Stars Gala (Outubro de 2012)
- L'Oreal Paris Mulher estadunidense de Evento que vale a pena – como Embaixadora, Nova York (Dezembro de 2013)

### Outros projetos
- Ragtime como Little Girl, Toronto Centre for the Arts, Toronto, Ontario (1997)
- The Diary of Anne Frank como Anne Frank, Washington, D.C. (2005)
- Spring Awakening como Wendla, Atlantic Theatre Company, off Broadway (Maio–Agosto de 2006)
- Dove Comerciais, como Porta-voz (2010)
- Chevrolet Comercial, como Rachel Berry: Comercial Glee Super Bowl (Fevereiro de 2011)
- Nike Aplicação de treino como Porta-voz (2011)
- HP TouchPad comercial (2011)
- Candie's como Porta-voz (2012)
- L'Oreal Paris como Porta-voz (2012)

## Prêmios e indicações
| Ano  | Prêmio                                     | Categoria                                            | Resultado | Nota(s)          |
| ---- | ------------------------------------------ | ---------------------------------------------------- | --------- | ---------------- |
| 2007 | Drama Desk Awards                          | Melhor atriz em um musical                           | Indicado  | Spring Awakening |
| 2007 | Broadway.com Audience Awards               | Melhor protagonista em um musical da Broadway        | Indicado  | Spring Awakening |
| 2007 | Broadway.com Audience Awards               | Mais ousada performance feminina                     | Indicado  | Spring Awakening |
| 2007 | Broadway.com Audience Awards               | Melhor casal em cena (com Jonathan Groff)            | Indicado  | Spring Awakening |
| 2009 | New York Television Festival Awards        | Melhor estrela convidada ou apresentador sem roteiro | Venceu    | Around the Block |
| 2009 | Teen Choice Awards                         | Estrela revelação de TV                              | Indicado  | Glee             |
| 2009 | Satellite Awards                           | Melhor atriz – série musical ou comédia              | Venceu    | Glee             |
| 2010 | Golden Globe Awards                        | Melhor atriz – série musical ou comédia              | Indicado  | Glee             |
| 2010 | Screen Actors Guild Awards                 | Melhor performance de elenco em uma série de comédia | Venceu    | Glee             |
| 2010 | NewNowNext Awards                          | À beira da fame: ator                                | Venceu    | Glee             |
| 2010 | Teen Choice Awards                         | Atriz escolhida de TV: comédia                       | Indicado  | Glee             |
| 2010 | Teen Choice Awards                         | Canção escolhida: grupo (com o elenco de Glee)       | Indicado  | Glee             |
| 2010 | Emmy Awards                                | Melhor atriz em uma série de comédia                 | Indicado  | Glee             |
| 2010 | [Women in Music\|Billboard Women In Music] | Triple Threat Award                                  | Venceu    | Glee             |
| 2011 | Golden Globe Awards                        | Melhor atriz – Série musical ou comédia              | Indicado  | Glee             |
| 2011 | Screen Actors Guild Awards                 | Melhor performance de elenco em uma série de comédia | Indicado  | Glee             |
| 2011 | UK Glamour Woman of the Year Award         | Atriz de TV do ano dos Estados Unidos                | Venceu    | Glee             |
| 2012 | People's Choice Awards                     | Atriz de comédia favorita da TV                      | Venceu    | Glee             |
| 2012 | Screen Actors Guild Awards                 | Melhor performance de elenco em uma série de comédia | Indicado  | Glee             |
| 2012 | UK Glamour Woman of the Year Award         | Atriz de TV do ano dos Estados Unidos                | Venceu    | Glee             |
| 2012 | Teen Choice Awards                         | Atriz de TV escolhida: comédia                       | Venceu    | Glee             |
| 2012 | Teen Choice Awards                         | Filme escolhido: atriz que roubou a cena             | Indicado  |                  |
| 2012 | Do Something Awards                        | Estrela de TV: atriz                                 | Venceu    | PETA             |
| 2013 | People's Choice Awards                     | Atriz de comédia favorita de TV                      | Venceu    | Glee             |
| 2013 | Screen Actors Guild Awards                 | Melhor performance de elenco em uma série de comédia | Indicado  | Glee             |
| 2013 | Teen Choice Awards                         | Atriz de TV escolhida: comédia                       | Venceu    | Glee             |
| 2014 | People's Choice Awards                     | Atriz de comédia favorita de TV                      | Indicado  | Glee             |
| 2014 | People's Choice Awards                     | Amizade favorita entre meninas (com Naya Rivera)     | Venceu    | Glee             |
| 2014 | Teen Choice Awards                         | Atriz de TV escolhida: comédia                       | Venceu    | Glee             |
| 2015 | Teen Choice Awards                         | Atriz de TV escolhida: comédia                       | Venceu    | Glee             |
| 2016 | People's Choice Awards                     | Atriz de comédia favorita de TV                      | Indicada  | Scream Queens    |